# 아마존 프레시
아마존 프레시(Amazon Fresh)는 워싱턴주 시애틀에 위치한 미국 전자 상거래 회사인 아마존 (기업)의 자회사이다. 미국 대부분의 주요 도시뿐만 아니라 베를린, 함부르크, 런던, 밀라노, 뮌헨, 로마, 도쿄 등 일부 국제 도시와 싱가포르 및 인도의 일부 지역에 실제 매장과 배달 서비스를 제공하는 식료품 소매업체이다.
아마존 프레시는 원래 배달 서비스였다. 2020년에는 계산대가 없는 물리적 슈퍼마켓 체인으로 개념이 바뀌었다.

## 배달서비스
아마존 프레시는 2007년 워싱턴에서 초대 전용 식료품 배달 서비스로 시작되었다. 다양한 수도권의 특정 지역을 타겟으로 하고 지역 전문점과 제휴하여 지역 물품을 배송하는 등 점진적으로 서비스를 출시했다. 2017년 3월, 아마존은 아마존 프라임 가입자를 위한 드라이브인 식료품점인 아마존프레시 픽업(AmazonFresh Pickup)의 베타 출시를 발표했다. 이 매장은 사용자가 온라인으로 쇼핑하고, 식료품을 픽업할 시간을 예약하고, 매장에서 차량에 싣는 서비스이다. 영국에서는 아마존이 영국 슈퍼마켓 체인인 모리슨스(Morrisons)와 아마존 프라임 팬트리(Amazon Prime Pantry) 및 프라임프레시에 물품을 공급하는 계약을 체결했다. 독일의 제품 범위는 85,000개 제품 라인이다. 이에 비해 REWE 슈퍼마켓 체인의 택배 서비스에는 9,000개의 제품 라인이 있다.
2017년 11월 2일, 아마존은 캘리포니아, 델라웨어, 메릴랜드, 뉴저지, 뉴욕 및 펜실베니아의 일부 작은 마을과 도시에 대한 프레시 서비스를 중단한다고 발표했다.